# Tsjecho-Slowaakse parlementsverkiezingen 1946
Bij de Tsjecho-Slowaakse parlementsverkiezingen van 26 mei 1946 werd de Constituerende Vergadering (Ústavodárné národní shromáždění/ Ústavodarné národné zhromaždenie) gekozen die de Voorlopige Nationale Vergadering (1945-1946) verving. De verkiezingen - de laatste vrije verkiezingen tot 1990 - werden gewonnen door het Nationaal Front (Národní fronta), een bundeling van verschillende politieke partijen, w.o. de Communistische Partij van Tsjecho-Slowakije (KSČ), de katholieke Tsjecho-Slowaakse Volkspartij (ČSL), de liberale Tsjecho-Slowaakse Volkssocialistische Partij (ČSNS) en de belangrijkste Slowaakse partij, de Democratische Partij (DS).

## Deelnemende partijen
| Logo      | Logo | Partij                                      | Afkorting | Ideologie                                          | Leider             |
| --------- | ---- | ------------------------------------------- | --------- | -------------------------------------------------- | ------------------ |
| Tsjechië  |      | Communistische Partij van Tsjecho-Slowakije | KSČ       | Communisme Marxisme-leninisme                      | Klement Gottwald   |
| Tsjechië  |      | Tsjecho-Slowaakse Nationale Sociale Partij  | ČSSD      | Nationaal-liberalisme Progressief liberalisme      | Petr Zenkl         |
| Tsjechië  |      | Tsjecho-Slowaakse Volkspartij               | ČSL       | Christendemocratie Sociaal-conservatisme Centrisme | Mgr. Jan Šrámek    |
| Tsjechië  |      | Tsjecho-Slowaakse Sociaaldemocratie         | ČSSD      | Sociaaldemocratie Democratisch socialisme          | Zdeněk Fierlinger  |
| Slowakije |      | Communistische Partij van Slowakije         | KSS       | Communisme Marxisme-leninisme                      | Štefan Bašťovanský |
| Slowakije |      | Democratische Partij                        | DS        | Conservatisme                                      | Jozef Lettrich     |
| Slowakije |      | Arbeiderspartij                             | SP        | Sociaaldemocratie                                  | Ivan Frlička       |
| Slowakije |      | Slowaakse Vrijheidspartij                   | SS        | Christendemocratie Federalisme                     | Vavro Šrobár       |

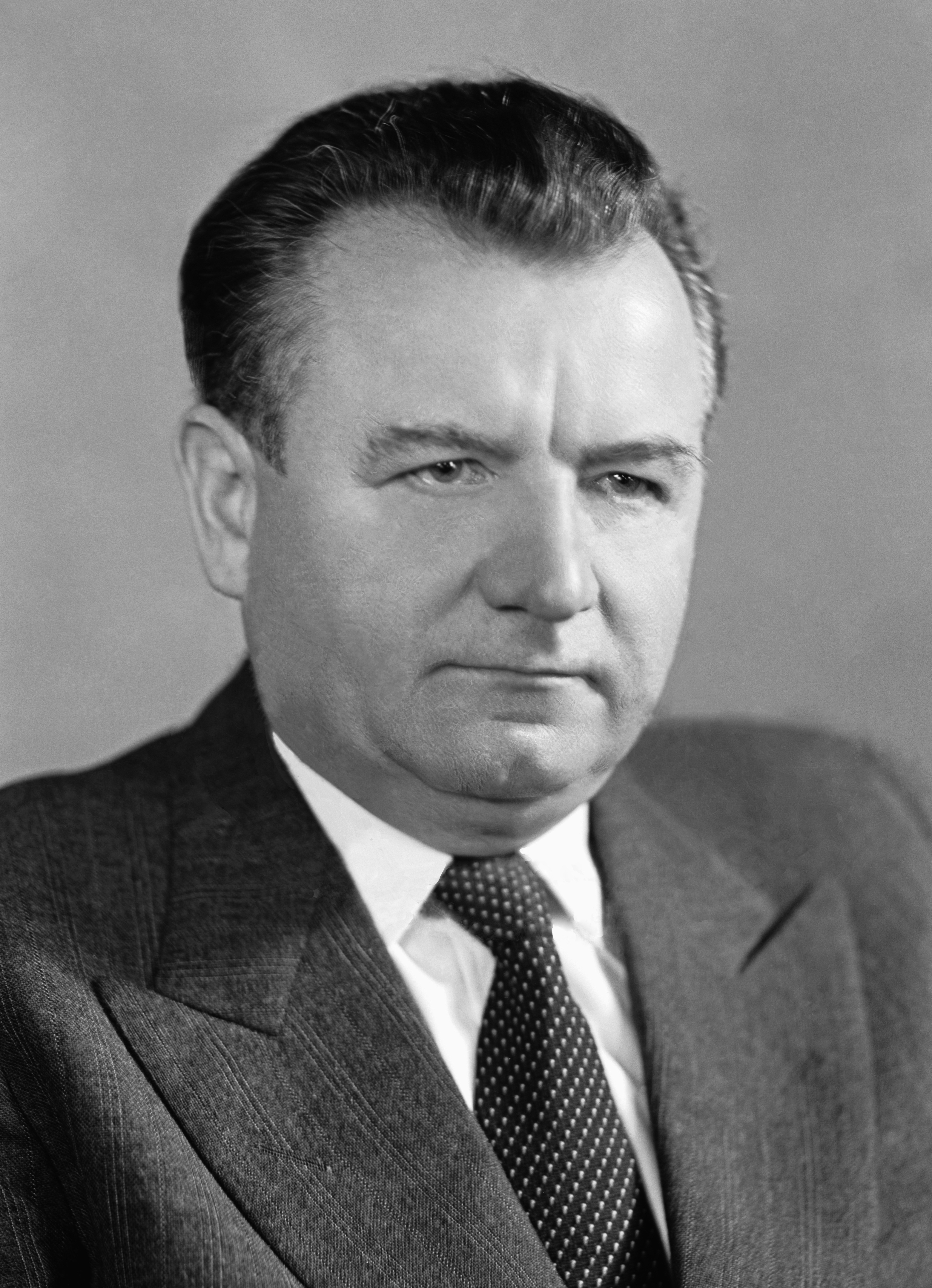
Klement Gottwald (KSČ)
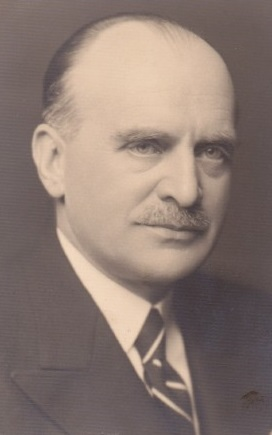
Petr Zenkl (ČSNS)
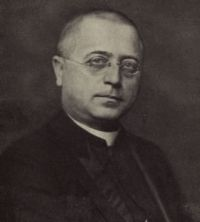
Mgr. Jan Šrámek (ČSL)
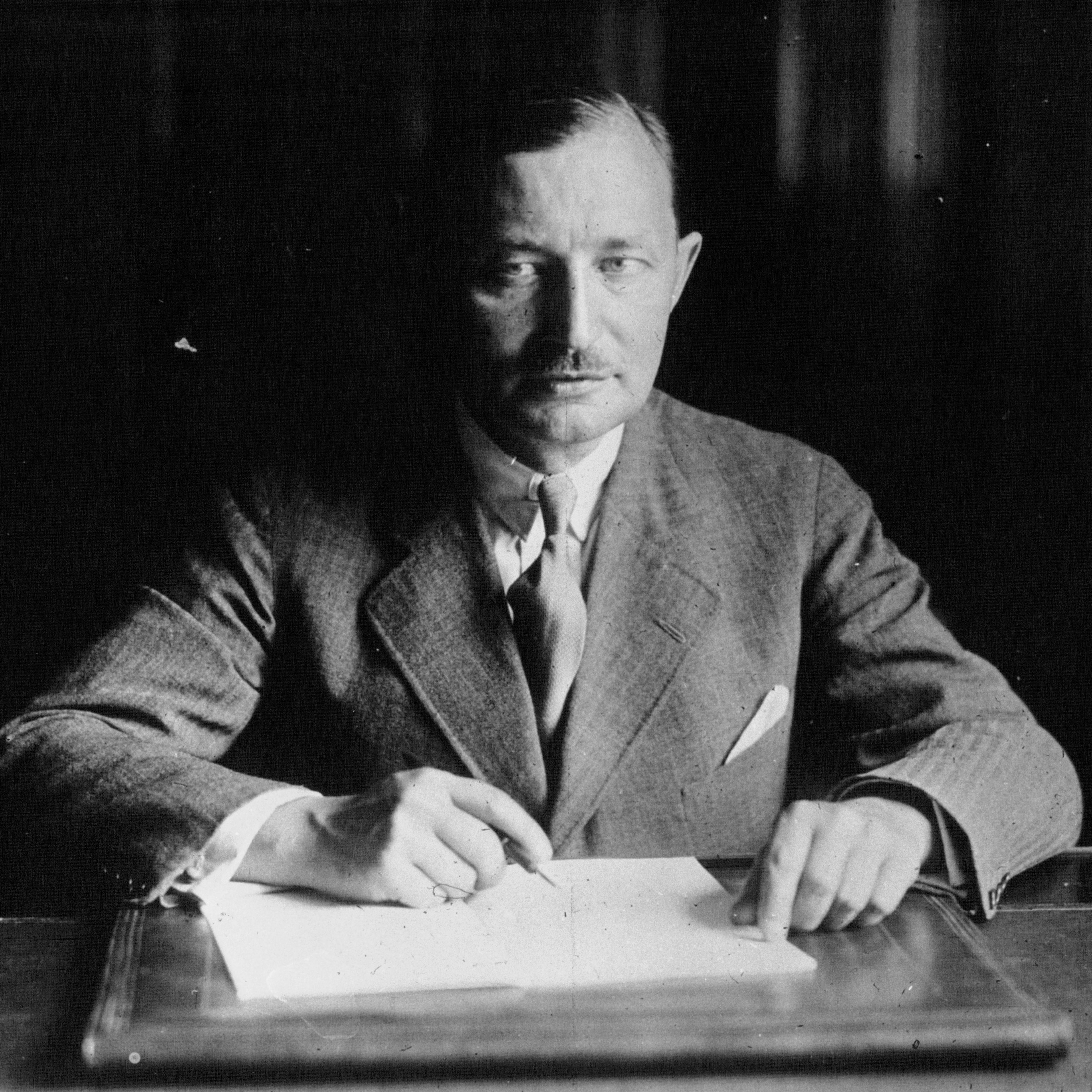
Zdeněk Fierlinger (ČSSD)
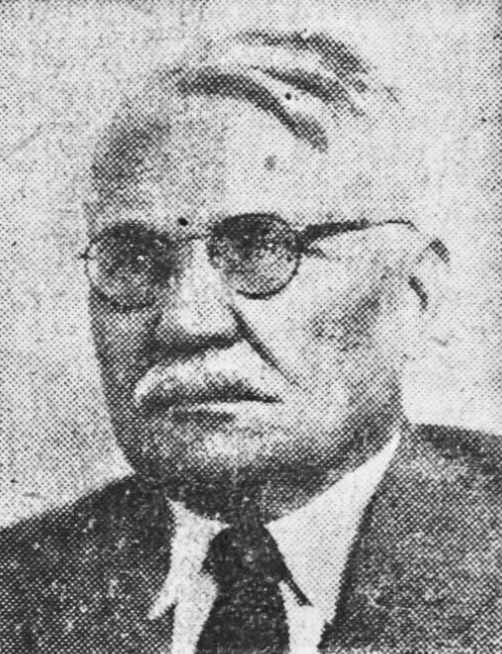
Vavro Šrobár (SS)

## Uitslag
| Coalitie                        | Partij                                            | Stemmen   | %      | Zetels    |  |
| ------------------------------- | ------------------------------------------------- | --------- | ------ | --------- |  |
| Nationaal Front (Nf)            | Communistische Partij van Tsjecho-Slowakije (KSČ) |           | 31,05% | 93 / 300  |  |
| Nationaal Front (Nf)            | Communistische Partij van Slowakije (KSS)         |           | 6,89%  | 21 / 300  |  |
| Nationaal Front (Nf)            | Tsjecho-Slowaakse Sociaaldemocratie (ČSSD)        |           | 12,05% | 37 / 300  |  |
| Nationaal Front (Nf)            | Arbeiderspartij (SP)                              |           | 0,71%  | 2 / 300   |  |
| Nationaal Front (Nf)            | Tsjecho-Slowaakse Nationale Sociale Partij (ČSNS) |           | 18,29% | 55 / 300  |  |
| Nationaal Front (Nf)            | Tsjecho-Slowaakse Volkspartij (ČSL)               |           | 15,64% | 46 / 300  |  |
| Nationaal Front (Nf)            | Slowaakse Vrijheidspartij (SS)                    |           | 0,85%  | 3 / 300   |  |
| Nationaal Front (Nf)            | Democratische Partij (DS)                         |           | 14,07% | 43 / 300  |  |
| Totaal Nf                       | Totaal Nf                                         | -         | 99,55% | 300 / 300 |  |
| Blanco stemmen                  | Blanco stemmen                                    | -         | 0,45%  | 0 / 300   |  |
| Totaal                          | Totaal                                            | -         | 100%   | 300       |  |
|                                 |                                                   |           |        |           |  |
| Geldig uitgebrachte stemmen     | Geldig uitgebrachte stemmen                       | -         | -      |           |  |
| Blanco/ ongeldige stemmen       | Blanco/ ongeldige stemmen                         | -         | -      |           |  |
| Totaal uitgebrachte stemmen     | Totaal uitgebrachte stemmen                       | -         | 100%   |           |  |
| Geregistreerde kiezers/ opkomst | Geregistreerde kiezers/ opkomst                   | 7.102.893 | 93,9%  |           |  |
| Bron: Uitslag                   |                                                   |           |        |           |  |

## Nasleep
Klement Gottwald, de leider van de Communistische Partij van Tsjecho-Slowakije (KSČ) minister-president van een coalitieregering die bestond uit de partijen van het Nationaal Front (Nf). Toen de niet-communistische ministers op 25 februari 1948 ontslag namen om zo nieuwe verkiezingen mogelijk te maken; pleegden de communisten daarop een geslaagde staatsgreep waarna het land volledig onder controle kwam van de communistische partij. Tot aan de Fluwelenrevolutie (1989) bleef de KSČ aan de macht.

## Verwijzingen
Parlementsverkiezingen in Tsjecho-Slowakije:
1920 · 1924 · 1925 · 1929 · 1935 · 1946 · 1948 · 1954 · 1960 · 1964 · 1971 · 1976 · 1981 · 1986 · 1990 · 1992

Verkiezingen voor de Tsjechische Nationale Raad:
1971 · 1976 · 1981 · 1986 · 1990 · 1992

Verkiezingen voor de Slowaakse Nationale Raad:
1971 · 1976 · 1981 · 1986 · 1990 · 1992